# Это моя жизнь (фильм)
«Это моя жизнь» (англ. This Is My Life, 1992) — американский художественный фильм — дебютная кинолента режиссёра Норы Эфрон по одноимённой книге американской писательницы Мэг Волитцер (англ. Meg Wolitzer). Сценарий к фильму написала Нора Эфрон совместно со своей сестрой Делией Эфрон.
Официальная премьера фильма состоялась 21 февраля 1992 года в США.
Международный кинопрокат прошёл в Великобритании (4 декабря 1992 года) и Австралии (23 июля 1993 года). Общие прокатные сборы составили 2,92 млн долларов США.

## Сюжет
Фильм рассказывает о том, как мать-одиночка Дотти Ингельс (англ. Dottie Ingels) занимается продажей косметики, но мечтает стать комиком. После смерти своей тётушки, оставившей ей деньги и квартиру на Манхэттене, она с детьми переезжает в Нью-Йорк, чтобы начать свою новую карьеру. Её помощниками на новом поприще становятся известный агент Арнольд Мосс (англ. Arnold Moss) и его ассистентка Клаудия Кёртис (англ. Claudia Curtis). Однако детям Дотти не нравится новая жизнь матери и они убегают от неё на поиски своего отца.

## В ролях
- Джулия Кавнер — Dottie Ingels
- Саманта Матис — Erica Ingels
- Гэби Хоффманн — Opal Ingels;
- Кэрри Фишер — Claudia Curtis;
- Дэн Эйкройд — Arnold Moss;
- Боб Нельсон (англ. Bob Nelson) — Ed;
- Марита Герати (англ. Marita Geraghty) — Mia Jablon;
- Уэлкер Уайт (англ. Welker White) — Lynn;
- Кэролайн Аарон — Martha Ingels;
- Кэти Наджими (англ. Kathy Najimy) — Angela;
- Дэнни Зорн (англ. Danny Zorn) — Jordan Strang;
- Рэн Липпин (англ. Ren Lippin) — Arlene;
- Джой Бехар — Ruby;
- Эстель Харрис — Aunt Harriet;
- Сидни Армус (англ. Sidney Armus) — Morris Chesler;
- Дэвид Эйснер (англ. David Eisner) — Oliver;
- Энни Голден — Marianne;
- Тим Блейк Нельсон — Dennis;
- Харви Миллер (англ. Harvey Miller) — Lester;
- Патрик Роуз (англ. Patrick Rose) — Gary Garry;
- Кейт Макгрегор-Стюарт — Jordan’s Mom;
- Валери Бромфилд (англ. Valeri Bromfield) — Dawna.

## Награды
- 1992 год — номинант премии Casting Society of America Архивная копия от 30 января 2008 на Wayback Machine в категории «Лучший подбор актёров для художественного фильма» (Juliet Taylor).
- 1993 год — номинант премии Young Artist Award Архивная копия от 10 октября 1999 на Wayback Machine в категории «Лучшая молодая актриса художественного фильма» (Samantha Mathis) и в категории «Лучшая юная актриса (до 10 лет) художественного фильма» (Gaby Hoffmann).